# Furnarius rufus
El hornero común (Furnarius rufus) es una especie de ave paseriforme de la familia de los furnáridos endémica de América del Sur. Es un pájaro pequeño que mide entre 16 y 23 cm de longitud y no presenta dimorfismo sexual aparente.
El hornero común es un ave insectívora que consigue su alimento mientras camina por el suelo. Su dieta consiste principalmente en pequeños invertebrados como coleópteros, grillos, mariposas y otros insectos. Se trata de una especie monógina que construye un característico nido de barro en árboles, construcciones y otras estructuras. La hembra deposita de tres a cuatro huevos, que ambos sexos ayudan a incubar. Al ser un ave de hábitos no migratorios, vive y se reproduce en su área de residencia. Debido a su amplia área de distribución y su abundancia en incremento, el hornero común es clasificado como de preocupación menor por la Unión Internacional para la Conservación de la Naturaleza.
El hornero común se favoreció con la presencia del ser humano, convirtiéndose en el centro de muchas leyendas y canciones pertenecientes al folclore de América del Sur. Además, los agricultores admiten al hornero común ya que este protege el sembrado de insectos dañinos. Es el ave nacional de Argentina. Apareció en la moneda argentina de medio centavo de austral, acuñada en 1985, y a partir de 2017 en el billete de mil pesos.

## Etimología
El nombre del género, Furnarius, deriva del latín furnus, que significa ‘horno’. El epíteto específico rufus también proviene del latín y significa ‘rojo’, basada en una descripción de Philibert Commerson que describía el color de su plumaje.

## Nombres comunes
- Hornero común.
- Hornero (en Uruguay, Argentina y Bolivia).[7]
- Alonsito (en Argentina y Paraguay).[7]
- Casero.[8]
- Hornerillo (en Argentina).[9]

## Taxonomía
El hornero común fue descrito por primera vez en 1788 por Johann Friedrich Gmelin en el primer tomo de su obra Systema Naturae, bajo el nombre científico de Merops rufus, aunque Philibert Commerson realizó algunas notas sobre la especie en 1767, de un espécimen que obtuvo en la Ensenada de Barragán, durante la expedición de Louis Antoine de Bougainville. Commerson llamó al hornero común como Turdus fulvus y sus notas fueron publicadas en 1779 por Georges Buffon en su obra Histoire Naturelle. Su nombre científico actual se utilizó por primera vez en la ornitología en el libro Zoology of the Voyage of H.M.S. Beagle, publicado por el ornitólogo inglés John Gould en 1841.
Actualmente, el hornero común compone junto con otras cinco especies el género Furnarius, que a su vez pertenece a la familia de los furnáridos, que comprende a aves paseriformes oriundas de América Central y América del Sur. El pariente más cercano del hornero común es el hornero copetón (Furnarius cristatus), que presenta un plumaje y costumbres similares al Furnarius rufus, aunque el hornero copetón es más pequeño y posee su característico copete.
La palabra Furnarius de su nombre binomial deriva del latín furnus, que hace referencia al horno de barro, cuya forma es similar a la del nido del hornero. Por otro lado, el epíteto rufus, también en latín, denota el tono rufo que posee el plumaje del hornero. En el 2003, la Sociedad Española de Ornitología recomendó el nombre de hornero común para nombrar a la especie Furnarius rufus.

### Subespecies
De acuerdo a la clasificación Clements Checklist v.2017, se reconocen cinco subespecies del hornero común, las cuales se diferencian mayoritariamente por cambios en el color del plumaje:
| Subespecies        | Subespecies                                                                                       | Subespecies | Subespecies                                                                                                   |
| Subespecie         | Autoridad                                                                                         | Distribución | Comentarios                                                                                                   |
| ------------------ | ------------------------------------------------------------------------------------------------- | --- | --- |
| F. r. rufus        | (Gmelin, 1788) Systema Naturae                                                                    | Habita en el sureste de Brasil (Paraná hacia el sur hasta Rio Grande do Sul), Uruguay y centro y este de Argentina (desde el sur de Santiago del Estero hacia el este hasta Corrientes, al sur hasta Neuquén y noreste de Chubut). | Es la subespecie nominal y de mayor tamaño.                                                                   |
| F. r. albogularis  | (von Spix, 1824) Descrito originalmente como Figulus albogularis en Avium species novae           | Habita en el este y sureste de Brasil (Tocantins, sur de Ceará, Alagoas y Bahia hacia el sur hasta Goiás, São Paulo y Río de Janeiro).                                                                                             | Posee una coronilla más oscura.                                                                               |
| F. r. commersoni   | von Pelzeln, 1868 Descrito originalmente como Furnarius commersoni en Zur Ornithologie Brasiliens | Habita el oeste de Brasil, el estado de Mato Grosso y la frontera de este con Bolivia. | Similar a F. r. albogularis pero con un plumaje más pálido en la parte inferior y con una espalda más rojiza. |
| F. r. paraguayae   | Cherrie & Reichenberger, 1921 American Museum Novitates                                           | Habita en Paraguay y norte de Argentina (Formosa al sur hasta La Rioja, norte de Santiago del Estero y norte de Santa Fe). | Posee la frente y la nuca de un rojizo más intenso.                                                           |
| F. r. schuhmacheri | Laubmann, 1933 Verhandlungen der Ornithologischen Gesellschaft in Bayern                          | Habita al norte y al este de Bolivia, desde los departamentos de La Paz y Beni hasta el departamento de Tarija. | |

A 2018, algunos autores, como el Congreso Ornitológico Internacional (IOC) y Aves del Mundo (HBW), no consideran la subespecie Furnarius rufus schuhmacheri como válida, ya que aseguran que las descripciones hechas están basadas en especímenes deteriorados. Por lo tanto, la incluyen en la subespecie commersoni.

## Descripción
El hornero común es un ave paseriforme pequeña y es la especie de mayor tamaño correspondiente al género Furnarius. El hornero común no presenta dimorfismo sexual aparente, aunque el macho posee un mayor peso y las alas de mayor longitud que la hembra. El ave mide desde 16 a 23 cm de longitud con un peso de 31 a 65 g. En mediciones estándar, el ala mide aproximadamente 10,2 cm de longitud, la cola 7,1 cm y el pico 2,5 cm. Las poblaciones de horneros comunes que habitan a mayor distancia del ecuador poseen un mayor tamaño debido a la regla de Bergmann. Los ejemplares inmaduros poseen el plumaje del vientre de color más pálido que los adultos.
El hornero común posee las alas mayoritariamente de color marrón rojizo, excepto las plumas secundarias que son marrones pálidas y las plumas de vuelo, que son negruzcas. Las plumas cobertoras debajo de las alas son de color marrón claro. La espalda del ave es parda rojiza, la garganta es blancuzca, el pecho es marrón pálido, en el vientre el marrón se vuelve más pálido y brillante y la cola es rufa. La frente del hornero común es parda rojiza, con un lorum más pálido, una coronilla marrón grisácea y una parte superciliar indefinida de color marrón pálido brillante. El pico y las patas son de color gris oscuro.

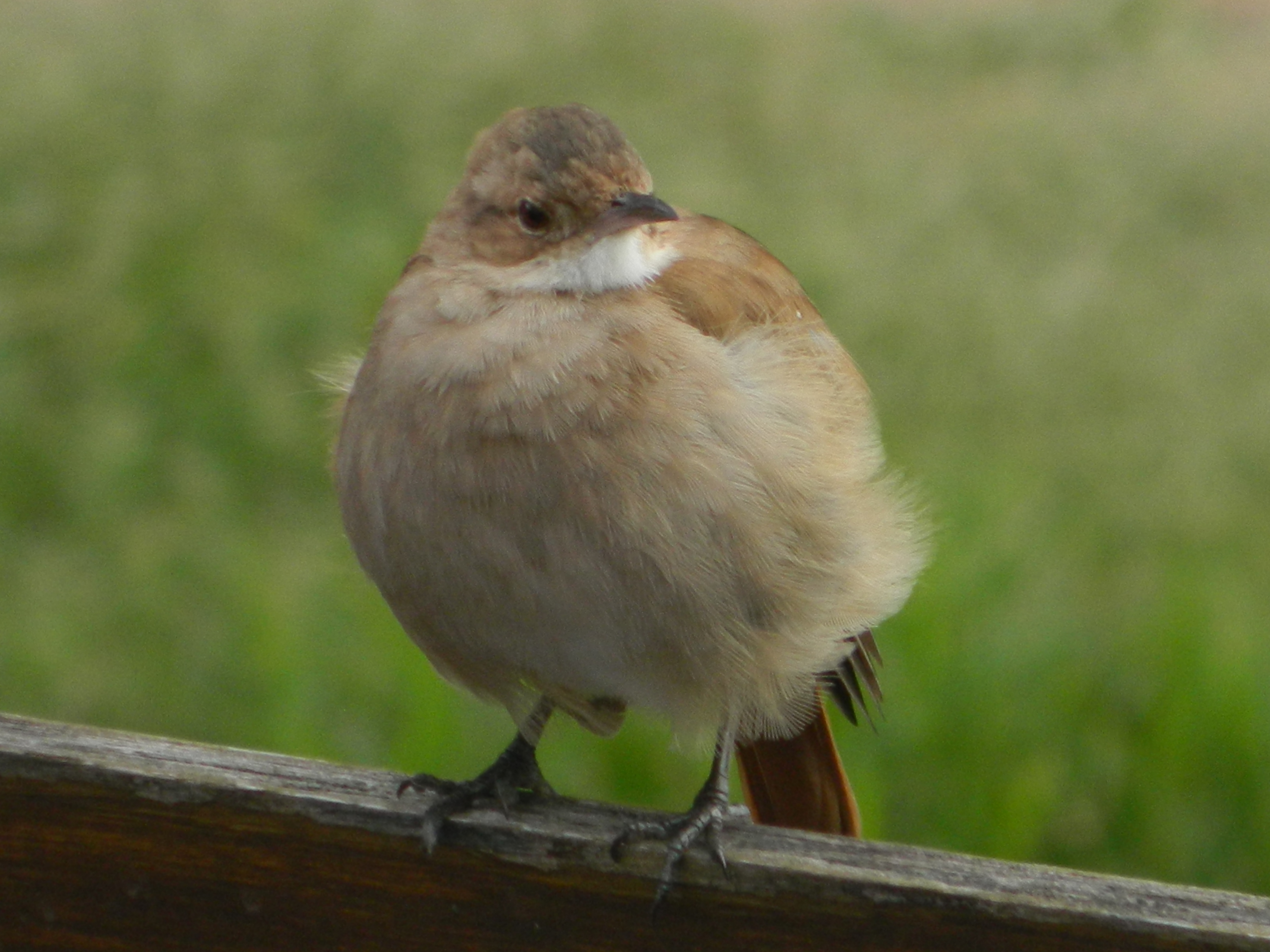
Ejemplar de un hornero común con el plumaje esponjado debido al frío.

En contadas ocasiones se registran especímenes de horneros comunes que presentan leucismo. Por otra parte, también se encontraron al menos dos ejemplares de horneros comunes con albinismo. En dichos casos, el ave presenta el plumaje mayoritariamente de color blanco.

### Vocalizaciones
El hornero común realiza un coordinado canto a dúo descrito como una repentina e intensa serie de notas, que poseen un sonido «ki-ki-ki» metálico. El macho empieza el canto con trino constante. La hembra se suma al canto produciendo una serie de notas más definidas y al mismo tiempo el trino realizado por el macho se transforma en tresillos. La hembra termina el canto con tres o cuatro notas punzantes. Si bien los hornero comunes desarrollan este canto durante todo el año, lo realizan con mayor frecuencia durante la etapa previa a la postura, posiblemente porque el canto sirve para mantener el vínculo entre las parejas. Al encontrarse, la pareja de horneros realiza el canto a dúo con el cuello estirado, la cola extendida y agitando levemente las alas.
El canto del macho es diferente al de la hembra. Mientras que el canto del macho está exclusivamente compuesto por un tipo de nota que se repite a un ritmo cada vez mayor, el canto de la hembra está formado por dos tipos de notas y se desarrolla en una frecuencia más alta que el canto del macho. Por otra parte, los llamados del hornero común son detallados como un insistente y constante «krip» metálico, que también es usado como voz de alarma ante la presencia de posibles amenazas y depredadores.

## Ecología y comportamiento

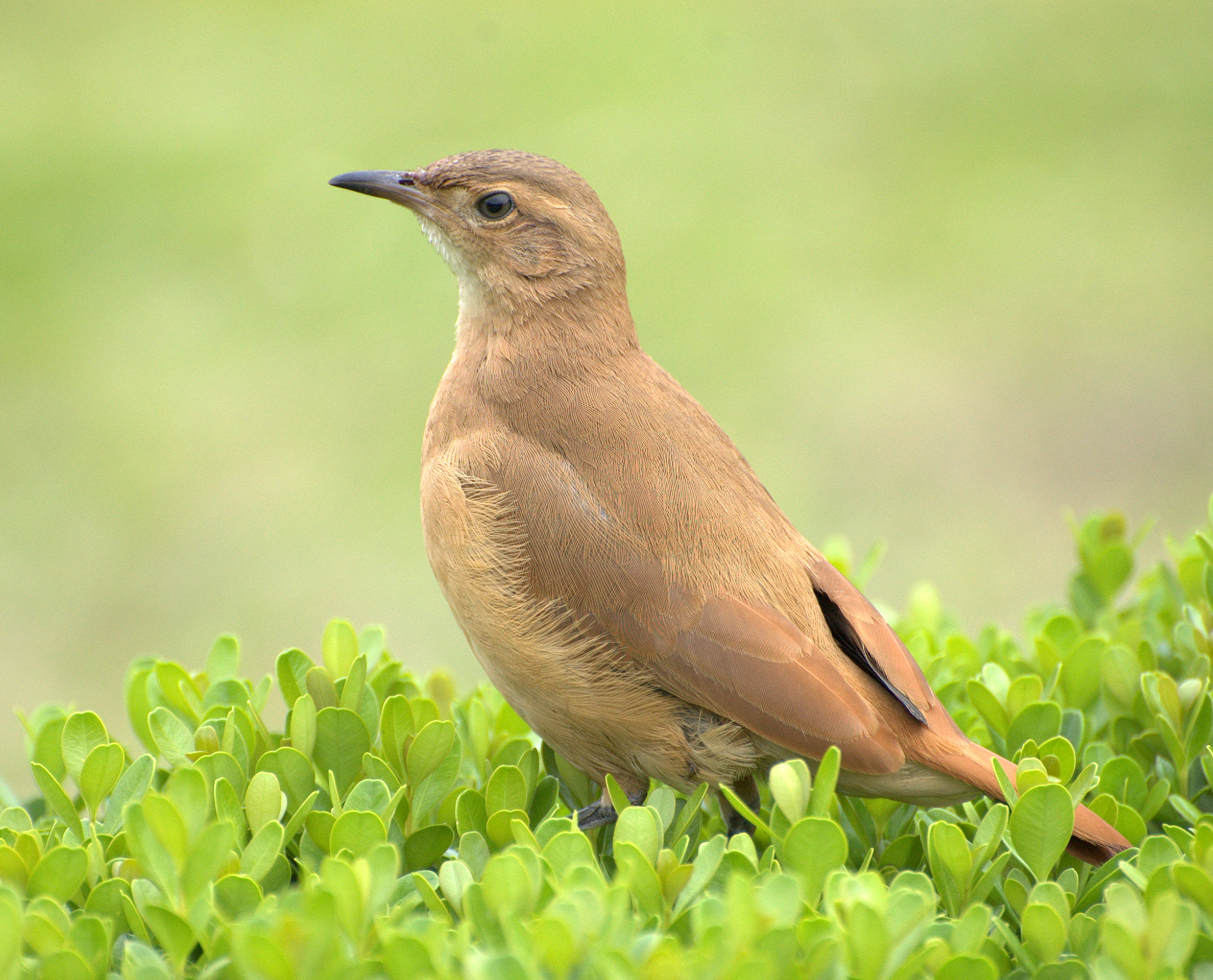
Hornero común sobre un arbusto en el Parque da Independência, Brasil.

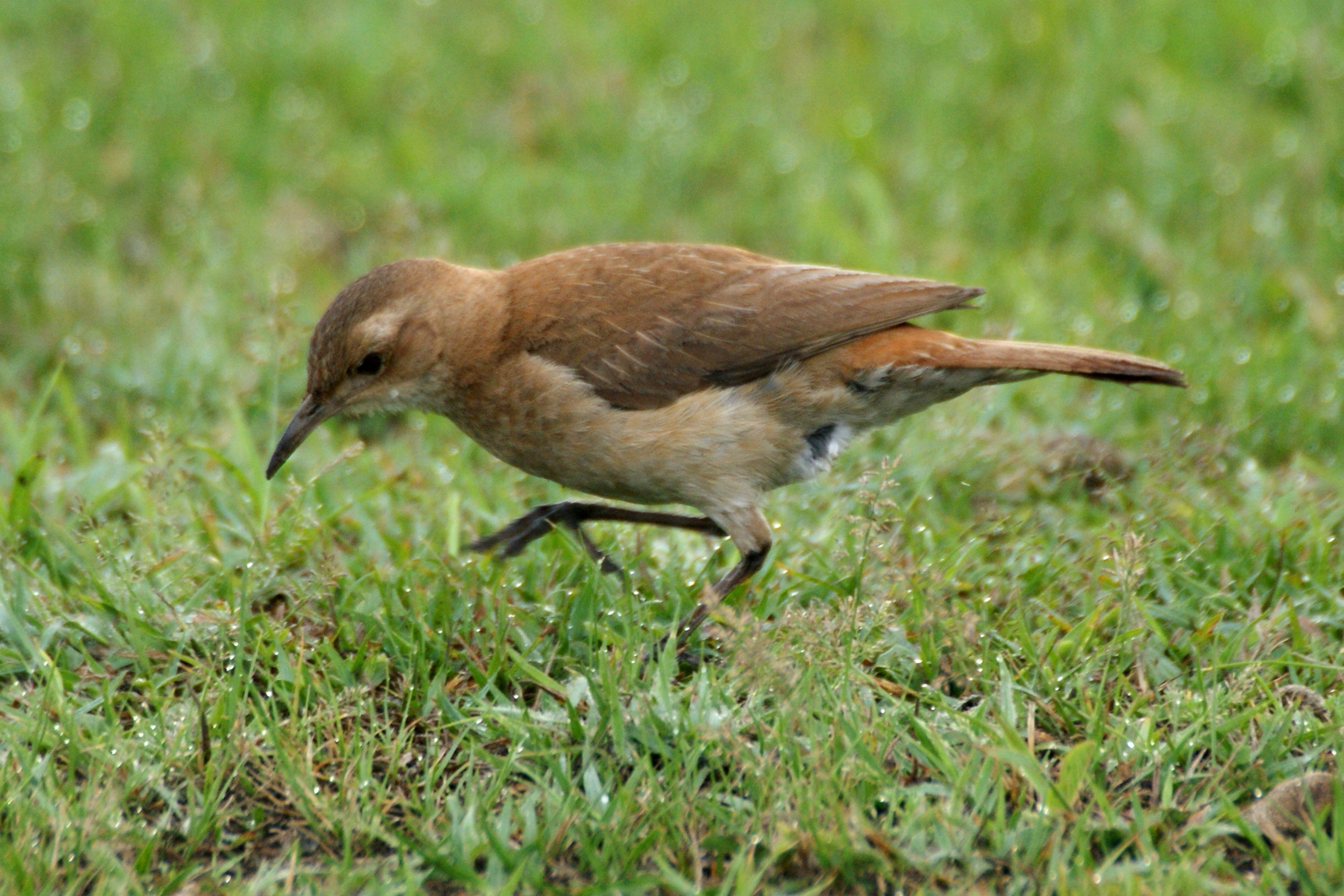
Hornero común en el parque nacional Iguazú realizando su característica caminata al cazar.

El hornero común es endémico de América del Sur y es generalmente encontrado en hábitats de escasa vegetación como pastizales y matorrales. También se lo observa en parques urbanos, tierras agrícolas, jardines y otras áreas urbanas. El hábitat de esta ave debe contener barro para la construcción del nido. El hornero común vive usualmente en tierras bajas, cerca de cuerpos de agua, aunque su área de residencia también incluye hábitats en Bolivia a 3500 m s. n. m. El hornero común se distribuye desde el norte de Bolivia y el centro de Brasil hasta Uruguay y el centro de Argentina.
El hornero común es un ave sedentaria, de vuelo corto y bastante territorial. El territorio de una pareja de horneros varía entre 0,25-1 ha y es defendido por ambos individuos durante todo el año. A pesar de que la longevidad de esta especie no fue muy estudiada, se registró que al menos el 71,4 % de horneros comunes adultos sobreviven anualmente en su hábitat natural, con una esperanza de vida promedio que varía entre tres y cuatro años, aunque también se demostró que son capaces de vivir hasta los ocho años. Los principales depredadores del hornero común son las aves de presa, serpientes, lagartos, comadrejas, zorros y otros félidos.

### Alimentación
El hornero común se alimenta principalmente de insectos como grillos, cucarachas, mariposas, escarabajos, langostas, hormigas y chinches. También forman parte de su dieta otros pequeños invertebrados como lombrices, caracoles, gusanos y arañas. Ocasionalmente se nutre de semillas, vegetales, frutas y pan. Además, se registró que el hornero común es capaz de capturar pequeños peces y renacuajos para su consumo. Este pájaro recolecta su alimento mayoritariamente mientras camina o realiza pequeños trotes. Es común verlo en el suelo buscando su comida entre las hojas secas y la vegetación escasa. También registra el fango y la corteza de los árboles en buscan de posibles presas. Si captura un invertebrado o insecto demasiado grande lo descuartiza.
El hornero común generalmente busca su comida solo o con su pareja, aunque también puede integrarse eventualmente a un grupo de calandrias (Mimus saturninus). Durante la época de reproducción, los polluelos son alimentados con libélulas, orugas, moscas y otros pequeños insectos e invertebrados.

### Reproducción

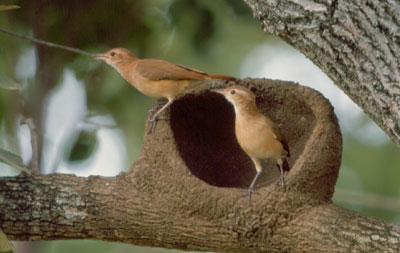
Pareja de horneros comunes construyendo un nido sobre un árbol.

El hornero común se reproduce durante la primavera y el verano austral. Es un ave monógama y generalmente las parejas de horneros comunes permanecen juntas por un tiempo indefinido, incluso de por vida. En algunas ocasiones, la hembra realiza dos posturas al año. Usualmente, el tordo renegrido (Molothrus bonariensis) y el tordo de pico corto (Molothrus rufoaxillaris) intentan parasitar el nido de los horneros comunes, aunque la mayoría de las veces los horneros expulsan los huevos de estas aves.
Entre tres y cuatro huevos (generalmente cuatro) son depositados durante las primeras horas de la mañana en un intervalo de dos a tres días. El tamaño promedio del huevo es de 28 mm x 22 mm, con un peso de 4,6 a 7,1 g. Los huevos son de color blanco opaco y poseen una forma ovalada. La incubación dura entre dieciséis y diecisiete días y durante el día ambos padres se turnan la tarea de incubar los huevos, mientras que por la noche es la hembra quién permanece en el nido. La eclosión no es simultánea y tarda entre cinco y ocho horas hasta tres días. Los polluelos nacen altriciales, permaneciendo en el nido alrededor de veinticinco días. Los polluelos comienzan a abrir sus ojos a los cuatro o cinco días, consiguen la mayor parte del plumaje en dieciséis y diecisiete días y en la última semana que permanecen en el nido los jóvenes horneros ya pueden realizar las vocalizaciones de un adulto.
Ambos padres alimentan a las crías desde que nacen hasta los cuatro o cinco días después de que los pequeños abandonan el nido. Durante las primeras tres semanas luego de abandonar el nido, los polluelos lentamente se independizan de sus padres, aunque permanecen en el territorio de sus padres por aproximadamente nueve meses e incluso pueden ayudar a sus padres a construir el nido para la próxima temporada de reproducción.

### Nido
El hornero común construye su nido principalmente entre los meses de abril y junio, comenzando la construcción entre tres y cuatro meses antes de la postura de los huevos. El nido es construido tanto por el macho como por la hembra en un período de tiempo que varía entre los cuatro días hasta alrededor de un mes dependiendo de la disponibilidad de los materiales. Durante dicho período, las glándulas salivales del hornero común se hipertrofian, hecho que le proporciona una mayor cantidad de saliva. El nido tiene la forma de un horno de barro y es construido con lodo combinado con fibras vegetales, crines, estiércol y piedras pequeñas.

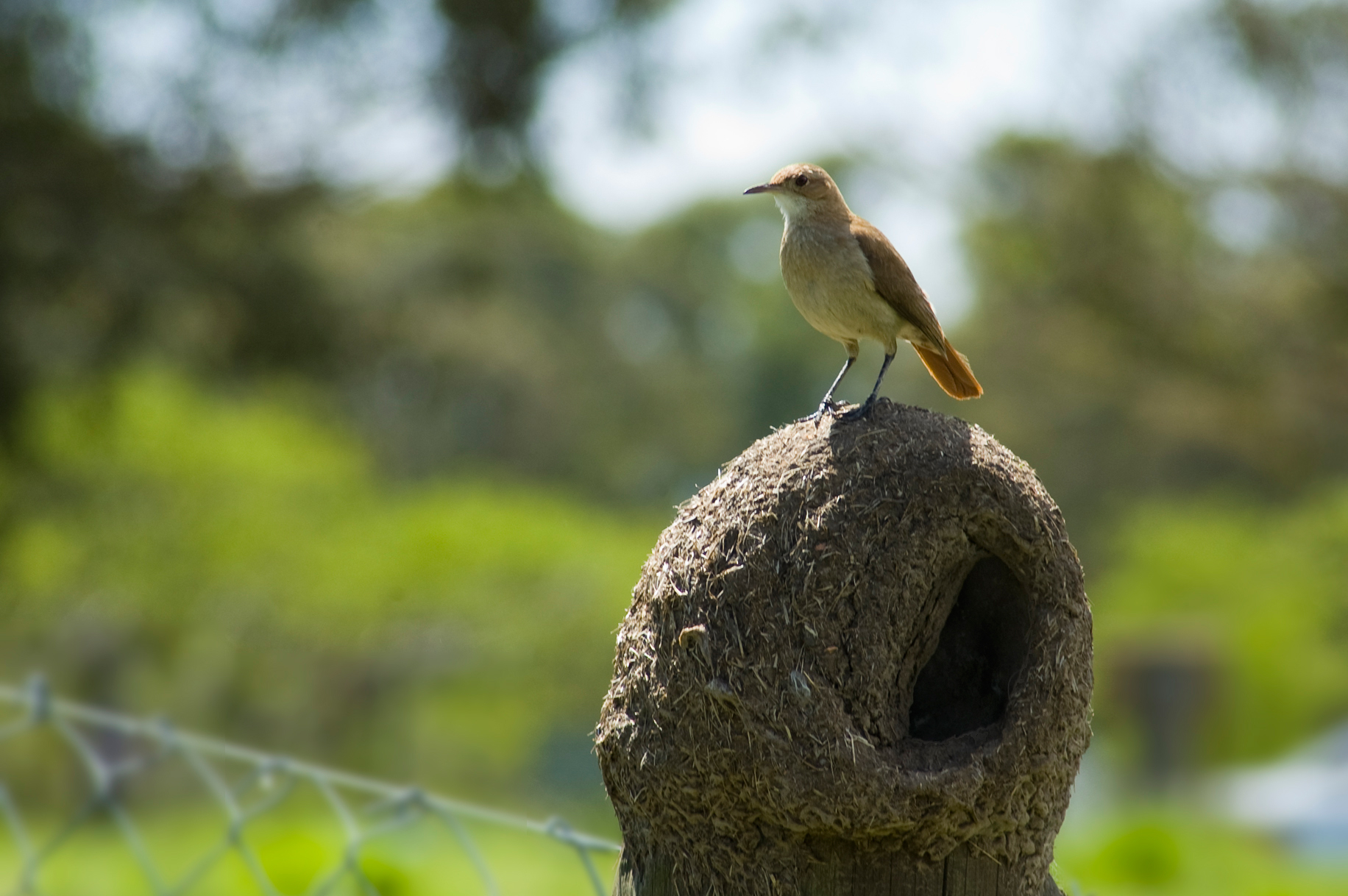
Hornero sobre un nido terminado.

En el interior, un tabique divide la entrada de la cámara de incubación, que usualmente es recubierta con plumas y paja. La entrada del nido puede estar ubicada del lado derecho o del lado izquierdo, mientras que la orientación de la misma aún es un misterio. Estos nidos son ubicados en árboles u otras estructuras que permitan al hornero común tener una buena visibilidad de los alrededores. En ocasiones, los horneros comunes abandonan el nido incompleto debido a la falta de materiales. Una vez terminado, el peso promedio del nido es de cinco kilogramos. Una pareja de horneros construye cada año un nido nuevo, aunque se registraron casos en donde reutilizan los nidos. A pesar de la seguridad que provee el nido, los horneros prefieren dormir en la vegetación densa.
Los nidos abandonados de esta especie son utilizados por una amplia variedad de aves, tales como bandurritas chaqueñas, benteveos rayados, burlistos pico pardo, caburés chicos, estorninos pintos, golondrinas cejiblanca, golondrinas pardas, gorriones comunes, jilgueros dorados, monjitas blancas, picabueyes, ratonas comunes, coluditos copetones y tordos músicos.

## Relación con el hombre
El hornero común es un ave sinantrópica que resultó mayormente beneficiado por la existencia del ser humano. Las construcciones y estructuras hechas por el hombre son muchas veces utilizadas por estas aves para la ubicación de sus nidos, como así también los sistemas de riego facilita la obtención del fango para sus nidos. Además, el removimiento de la tierra en los campos agrícolas y el segado de las distintas hierbas le facilita la tarea de encontrar su alimento. Sin embargo, el hornero común suele ser vulnerable a los choques y accidentes contra los automóviles. Por otra parte, las personas también se beneficiaron con la existencia del hornero, que se alimenta de muchos insectos e invertebrados que son perjudiciales para la siembra, aunque en ocasiones al construir su nido sobre los postes telefónicos o de tensión pueden causar cortocircuitos, entre otros problemas.
Según se señala en el libro "El Hornero" de los reconocidos ornitólogos Raúl Cárman y Tito Narosky, "...en la Argentina se publicó por primera vez un dibujo del Hornero y su nido en una guía de campo en 1917. Redactor e ilustrador de esta obra precursora fue el Dr. Juan Brethes (1871-1928). entomólogo y socio fundador de la Sociedad Ornitológica del Plata..."
El hornero común es el ave nacional de la Argentina desde 1928. También apareció en la moneda austral de medio centavo de dicho país acuñada en 1985, así como en el billete de 1000$ a partir de 2017. Además está presente en diversas estampillas tanto argentinas, brasileñas como uruguayas. En el Partido de Roque Pérez, provincia de Buenos Aires, se encuentra el monumento al hornero.
Debido a su popularidad, el hornero común se convirtió en el centro de muchas leyendas y canciones pertenecientes al folclore de las personas de América del Sur. Su canto, junto con el de otras aves, fue una inspiración para el compositor clásico Olivier Messiaen. El poeta argentino Leopoldo Lugones compuso una poesía sobre el hornero.